# Roberto Favaro
Roberto Favaro (Venezia, 9 febbraio 1965) è un ex rugbista a 15 e allenatore di rugby a 15 italiano, attivo in carriera nel ruolo di seconda linea e tecnico del Tarvisium dal 2011 al 2015.

## Biografia
Originario di Mestre, crebbe nel Mirano, club in cui esordì in campionato e con il quale rimase quattro stagioni; passò in prestito al Benetton Treviso, che poi lo ingaggiò a titolo definitivo un anno più tardi, quando il giocatore era già entrato nel gruppo di convocati della Nazionale.
In azzurro esordì nel 1988 contro un XV della Francia; il primo test match fu più tardi nell'anno, contro l'Unione Sovietica.
Prese poi parte alla Coppa del Mondo di rugby 1991 in Inghilterra e a quella del 1995 in Sudafrica, con 4 presenze totali.
L'ultimo incontro in Nazionale risale al 1996, contro il Portogallo.
Dopo tre titoli di campione d'Italia al Benetton e 149 incontri di campionato Favaro si trasferì nel 1997 al Bologna; dopo ulteriori due stagioni passò al Petrarca per poi tornare al Mirano, nel quale militò fino a fine carriera (avvenuta nel 2005 per raggiunti limiti d'età) come giocatore-allenatore.
Dopo avere allenato il Mirano fino al 2010, passò al Veneziamestre per una stagione come assistente allenatore, e dal 2011 guida il Tarvisium, formazione di Treviso.

## Palmarès
- Campionati italiani: 3
Benetton Treviso: 1988-89, 1991-92, 1996-97